# Floppy Cube

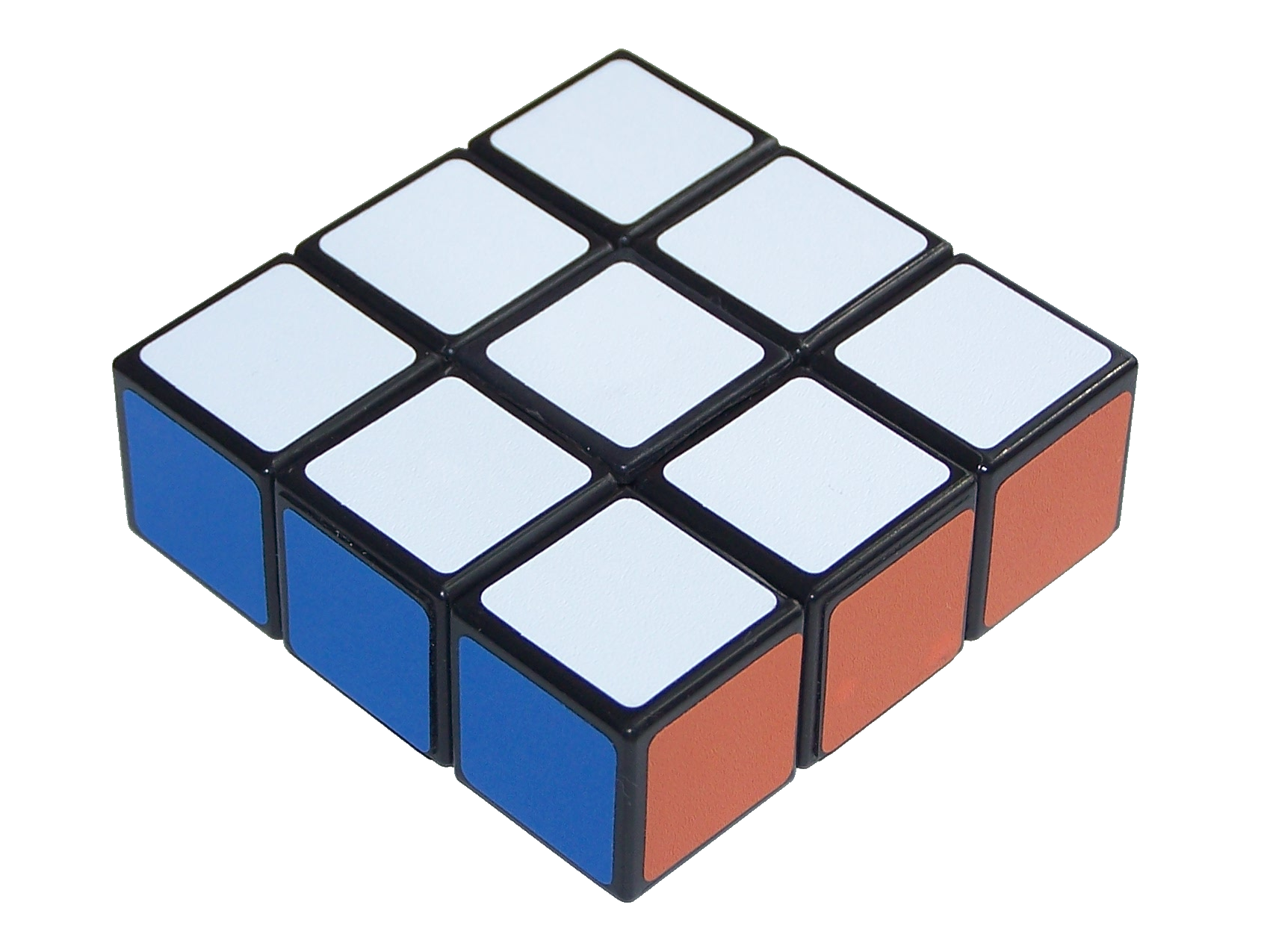
Floppy Cube resuelto

Floppy Cube. es un rompecabezas de combinación retorcido con forma de cuboide que recuerda a un cubo de Rubik . Fue creado por Katsuhiko Okamoto y producido por Gentosha Toys 

## Descripción
El Floppy Cube (En español, Cubo Flexible) es un rompecabezas Cuboide tipo cubo de Rubik. Sin embargo se le ha eliminado dos capa, lo que lo convierte en un cuboide de 1×3×3. Fue inventado originalmente en 2004 por Katsuhiko Okamoto, un inventor japonés especializado en modificaciones del Cubo de Rubik. El rompecabezas es fabricado por Gentosha Toys desde 2009. El nombre "Floppy Cube" proviene del hecho de que para que el mecanismo funcione correctamente, el cuadrado del medio se dobla ligeramente hacia arriba y hacia abajo para permitir el giro de las piezas laterales. La forma torcida de la pieza central mientras se tuercen las piezas de los bordes es lo que le da nombre al rompecabezas.

## Número de combinaciones
Hay cuatro piezas de esquina y cada una se puede girar en dos direcciones diferentes independientemente de las otras piezas de esquina. Por lo tanto, la pieza de esquina se puede girar de 2 o 4 maneras. La ubicación no se puede cambiar. También hay 4 esquineros, ¡4! Se puede colocar de varias maneras. Estos son irreversibles; Su dirección está completamente determinada por su ubicación. Todo el rompecabezas también tiene restricciones pares e impares. Esta restricción es que el par impar de la posición de la pieza de la esquina es el mismo que el par impar del giro de la pieza de la esquina. Esto divide el número entero por 2.
Por tanto, el número total de combinaciones posibles de cubos de disquete es:
{\displaystyle {\frac {2^{4}\times 4!}{2}}=192}
Este número es extremadamente bajo en comparación con los 43 trillones del cubo de Rubik original.

## Número de Dios
Como se explicó anteriormente, el número de combinaciones posibles en un disquete es 192, un número lo suficientemente pequeño como para que una computadora encuentre la solución óptima. A continuación se muestra una tabla que resume el número p de posiciones que se pueden resolver en n rotaciones.
| n | 0 | 1 | 2  | 3  | 4  | 5  | 6  | 7 | 8 | Total |
| p | 1 | 4 | 10 | 24 | 53 | 64 | 31 | 4 | 1 | 192   |

La tabla anterior muestra que, en el mejor de los casos, el rompecabezas está a solo 8 vueltas de completarse (es decir, el número de Dios para el cubo flexible es 8). Al igual que el número total de combinaciones, este número es menor en comparación con el Cubo de Rubik (20),  el Dominó de Rubik (18)  y, hasta cierto punto, el Cubo de bolsillo (11). 
La tabla también muestra que solo hay una combinación que está exactamente a 8 vueltas del estado completado; Esto es similar a un 'superflip' de un cubo de Rubik, que requiere 20 rotaciones, con todas las esquinas en la posición correcta pero todas las piezas de las esquinas volteadas.